# Conferenza di Londra (1921-1922)
La Conferenza di Londra (21 febbraio - 12 marzo 1921 e marzo 1922) è stata una conferenza tenutasi a Londra per rivedere il trattato di Sèvres con l'Impero ottomano che non veniva riconosciuto dal movimento rivoluzionario di Mustafa Kemal Atatürk.

## La prima fase
Un primo tentativo di salvare il trattato di Sèvres venne fatto indicendo una conferenza diplomatica che si tenne a Londra tra il febbraio ed il marzo 1921. L'Intesa cercò di costringere i nazionalisti di Atatürk a venire a patti con il governo del Sultano.
Il rappresentante kemalista, Bekir Sami Kunduh, si rifiutò di accettare la partecipazione alla conferenza di delegati del governo di Istanbul e non volle riconoscere le condizioni contenute nel trattato di Sèvres come base negoziale in quanto esso era stato stipulato con l'Impero ottomano e non con la nuova Turchia.

## La seconda fase
Dopo il fallimento del primo tentativo, si tenne sempre a Londra nel marzo 1922 una seconda tornata negoziale durante la quale gli Alleati proposero alla Turchia di rivedere le clausole di Sèvres aumentando il limite posto alla consistenza dell'esercito turco fino a 85.000 uomini ed eliminando il controllo sulle finanze.
In cambio però la commissione sulla gestione del debito pubblico e le norme derivanti dalle capitolazioni sarebbero rimaste. Gli Alleati chiesero inoltre la creazione di uno Stato armeno indipendente nell'Anatolia orientale e la demilitarizzazione degli Stretti.
L'Assemblea del governo kemalista costituito ad Ankara rigettò la proposta.